# 国内市场
国内市场（英語：Domestic market），也称为内部市场或国内交易，是一个国家内商品、服务和证券的供求关系。企业公司在国内贸易只须要面临单一竞争、经济和市场问题，并且本质上必须只处理单一客户，尽管公司在单一市场中可能有多个细分市场。
在国内市场竞争时存在一定的局限性，其中许多局限性鼓励公司向海外扩张，其中主要原因是市场规模有限，国内市场增长有限。